# 魯道夫·拉梅爾
魯道夫·約瑟夫·拉梅爾（Rudolph Joseph Rummel，1932年10月21日—2014年3月2日）是夏威夷大學榮譽退休的政治學教授。他将自己的大半生用于收集並研究人類近代的集體暴力歷史。拉梅爾也是發展民主和平論的重要學者之一，他主張民主政府是最不會隨意殘殺其人民的政府形式，同時民主國家之間也從來不會（或幾乎不會）互相爭戰。
拉梅爾著作豐富，寫下了24本學術書籍，並且在1975-1981年間出版的《認識衝突與戰爭》（Understanding Conflict and War）中記載了他研究的主要成果。他在接下來15年裡埋頭於建構民主和平的理論，不斷加入各種新的資料和數據測試，對比其他人的研究成果，並對許多單獨的戰爭案例進行研究。1997年出版的《權力屠殺》一書總結了拉梅爾的研究，其他重要的作品還包括了《致命政治：蘇聯的種族滅絕和大屠殺—1917-1987》（1990）、《中國的血腥世紀：從1900年來的民族掙扎和大滅絕 （页面存档备份，存于）》（1991）、《大滅絕：納粹的種族滅絕和大屠殺 （页面存档备份，存于）》（1992）、《政府謀殺 （页面存档备份，存于）》（1994）、以及《大滅絕的人口統計 （页面存档备份，存于）》（1997）。拉梅爾同時也將他眾多著作中的各種圖表、摘要、和表格刊登在自己的網站上，包括他收集的參考文獻和各種統計上的資料。拉梅爾早年也曾發表過《了解因素分析 （页面存档备份，存于）》（1970）和《了解相關性 （页面存档备份，存于）》（1976）。
拉梅爾還撰寫了《絕不重蹈覆轍 （页面存档备份，存于）》一系列的架空歷史小說，由一個神祕的組織派遣兩名戀人傳送重回1906年，透過現代的武器和科技改變人類歷史，以將20世紀改寫為一個和平的世紀。拉梅爾在他的網站有一串廣泛的FAQ問答集，回答各種對於民主和平理論及大滅絕的問題及批評。

## 生涯
拉梅爾分別在1959年和1961年從夏威夷大學取得他的政治學學士和碩士學位，並在1963年從西北大學取得博士學位。接著他在印第安那大學開始了他的教學生涯，在1964年他改前往耶魯大學任教，最後在1966年回到了夏威夷大學，並在那裡一直任教至榮譽退休為止。在1995年他成為夏威夷大學政治學系的榮譽退休教授，他退休後的研究工作則由國家科學基金會）和美國和平研究中心繼續資助。
拉梅爾寫下了大約若干本學術書籍、以及超過100篇學術的論文。他早年的發表的《了解因素分析》一書還被美國科學資訊所（ISI）列為「被引用最多的經典書籍」之一。他在1990年曾獲得國際研究協會（International Studies Association）頒獎以表揚他在國際關係領域的貢獻，並且在2003年從美國政治學會獲頒終生成就獎。

## 研究

### 大滅絕
拉梅爾自己發明了Democide（大滅絕）一詞：「由政府謀殺的任何個人或群體，包括了種族滅絕、政治滅絕、和大屠殺」，他並且指出：「我是以民法來定義謀殺，亦即某人有意或蓄意的致他人於死地，就好像將一群人關在集中營裡，造成他們不久後便因營養不良或缺乏醫療照顧而死去，或是逼迫他們從事勞動、或流放他們至荒蕪的地區，使他們很快便因為困乏和疾病而死去。」
拉梅爾的研究指出由於政府大滅絕而死的人口數量，要遠高於因為戰爭而死的總人數。在研究超過8,000件政府造成的滅絕案後，他統計出至少有2億6200多萬的人在二十世紀因為大滅絕而罹難，比同時期因為戰爭而死去的人口數量高出了六倍。
他主張在政治權力和大滅絕之間存在著連結關係，如果政治權力沒有受到限制，政治的大屠殺便會越來越多。而另一方面，在政治權力被分散、制衡、和監督的地方，政治暴力則相當少見。拉梅爾總結道：「一個政權擁有越多的權力，其人民就越可能被屠殺。這就是為什麼我們應該提倡自由。」「讓政治權力集中是地球上最危險的事。」

### 民主和平
拉梅爾是民主和平論的早期研究者之一，僅次於Dean Babst之後。他發現在1816-2005年間，非民主國家之間總共發生了256戰爭，非民主國家與民主國家之間則有156場，但民主國家之間則一場戰爭也沒有發生過。
他所使用的民主定義是「擁有政治權力的人是透過認真的選舉選出的，選舉有不記名的投票、擁有投票權的人口比例廣泛（大致上可以歸類為有至少三分之二成年男性參與選舉），擁有言論自由、宗教自由、結社自由，政府受到憲法架構的限制，並且保障人民的同等權利。」除此之外，一個民主國家還應該是「已有穩定基礎的」，他指出：「之間要有一定的緩衝期，以讓民主的程序和民主文化為人民接受。有三年應該就已足夠了。」至於戰爭，他使用的則是來自一個資料庫的統計方法：戰爭是有至少1,000人戰鬥死亡的衝突。
也因此和平是被這樣解釋：「有如伊曼努爾·康德所指出的，一個普世的共和制度（「民主制度」一詞在當時的古典自由主義來看並不是代表一件好事）會創造出一個和平的世界。人們並不會支持一場可能使他們心愛的人死去或財產毀壞的戰爭。但這只種說法只是部分正確，因為那些人們可能會起身對抗其他非民主國家，投票要求政府發動戰爭，例如美西戰爭。更深一層的解釋是在人們擁有自由的地方，他們會創造出一個以交易為基礎的社會，有著許多重疊的組織、並且互相監督核心的權力。這樣的社會擁有一種協商、容忍的文化，並且發展出極為多元的面貌。除此之外，自由的人民也會與其他同屬自由社會的人民發展出一種共同體的傾向，這種分享了原則和理念的情感會使他們不願與其他自由社會征戰。」

### 死亡政權
大滅絕要有一個發動的企圖，然而有些政權是在無意或疏忽之間造成了他們的人民大量死亡，包括政治上的疏忽、無能、或是完全置人民不顧。舉例而言，在一個腐敗徹底的政權，人民的日常生活和生命可能都會遭到威脅及毀滅。拉梅爾將這樣的死亡為「死亡政治」（Mortacide），他並且主張死亡政權在民主國家最為少見。

### 饑荒、經濟增長與幸福
拉梅爾也將由於政府政策人為造成的饑荒視為是大滅絕的形式之一，比如烏克蘭大饑荒。不過他指出，民主國家內部從來沒有發生過任何饑荒，無論是人為的還是天災的。他也主張民主是促成經濟成長和提高生活水平的重要指標，並且舉出研究證明人民的快樂程度是隨著其國家民主程度而增進的。
依據拉梅爾的預測，世界上民主國家的數量會持續增長，最後會終結人類所有的戰爭和大滅絕，他預言這會發生在大約21世紀的中旬或甚至更早。

## 政治觀點
拉梅爾是自由民主制的堅定支持者，也是一個自由意志主義者，並且對於共產主義嚴厲批判。不過，他也批評一些右翼的獨裁政權以及在殖民主義之下發生的大滅絕。他堅定的支持當前美國的反恐戰爭以及伊拉克戰爭。
拉梅爾主張，世界上需要出現一個除了聯合國以外的組織，以處理那些聯合國不能或不敢行動的問題，尤其是對於和平、人類安全、人權、以及民主的散佈—也就是組成一個民主國家的聯盟。
他也指稱學術界存在著一股左翼的偏見，選擇性的批判一些具有高度政治和經濟自由的國家，卻忽略了世界上還有大量情況更惡劣的國家存在。除此之外，他也批評美國學術界的終身教授職位體制。

## 批評
拉梅爾在許多政治和社會議題上的立場都曾遭到批評。
民主和平論已經是當前政治學和國際關係學界最具爭議的理論之一了，尤其是因為它對國際關係現實主義形成了強大的挑戰。依據拉梅爾的參考文獻，已經有超過一百名研究者對此發表了研究論文 （页面存档备份，存于），一些人則批評民主和平論存在著一些例外。拉梅爾在他的網站的FAQ裡逐一討論並駁斥了這些據稱的例外，並且也提及了許多其他學者所著的書籍。
拉梅爾在民主和平論上的研究最初並沒有獲得太大重視，他最先的研究成果是由高達33個命題、分成5本書出版的「龐大理論研究」。拉梅爾的民主和平論有著許多獨特的色彩，因此其他一些支持民主和平論的學者也常與拉梅爾產生爭議：
- 拉梅爾的早期研究發現民主國家都較為愛好和平，即使是對於非民主國家亦然。許多其他研究者則只主張民主國家之間有著非常少的戰爭，但一些最近的研究則證實了拉梅爾的論點[14]。
- 拉梅爾主張民主國家（依據正式的定義）永遠沒有互相爭戰過，並且強調這是一個「絕對肯定的主張」。而對一些其他的研究者而言，無論民主國家之間是否真的曾發生過一兩起戰爭，重點只在於其機率之微小罷了[15]，但拉梅爾則堅持這是一個絕對可以肯定的事實。許多其他的研究者也發現民主國家之間的確從來沒有發生過戰爭[16]。

大多數有關人口滅絕的統計都存在不確定性，並且通常都存在數字差異極大的各種統計版本。拉梅爾計算蘇聯在史達林統治之下總共有高達4,300萬人因為大滅絕死亡，這個數字高於普遍統計的2,000萬人。拉梅爾宣稱他的這個數字是來自1968年Robert Conquest所著的The Great Terror一書，而且還稱這個數字「仍然算是很低」，因為這個數字排除了在1950年後及1936年之前因為集中營死去的人數、1939-1953年間在蘇聯侵占地區廣泛實行的人口放逐及造成的大量死亡、1941-1944年間蘇聯大量放逐少數民族造成的死亡、以及蘇聯紅軍及秘密警察在1944-1945年於東歐地區進行的政治屠殺。除此之外，1932-1934年間造成5百萬人死亡的烏克蘭大饑荒也沒有算進去。
拉梅爾曾宣稱自己被提名諾貝爾和平獎，並且還得以進入決賽的117人名單之中，這是一則來自美聯社並透過地方報紙轉印的消息。他現在已經收回了這個說法，雖然這仍然刊登在他的書籍裡。瑞典前副總裡柏·阿馬克曾在1999年保證將在接下來十年裡持續提名拉梅爾，雖然諾貝爾獎的提名名單是被隱藏而不公開的，因此並沒有辦法客觀的證實拉梅爾是否真的曾被提名。
拉梅爾在其部落格曾寫下一篇名為「對媒體進行審查」的文章，這造成了不小的爭議，使得拉梅爾在接下來一篇文章裡澄清自己只是主張應該保護有關軍事的機密。

## 小說作品
拉梅爾也是《絕不重蹈覆轍 （页面存档备份，存于）》一系列小說的作者，依據他網站的說法，這一系列小說是為了「構想一個不同的歷史…如果一對戀人帶著現代的武器和380億鉅款回到了1906年」以提前制止極權主義的崛起以及兩次世界大戰的爆發。
拉梅爾稱他的作品是為了「描述大滅絕的廣泛程度，以及為何布希總統以民主和平論為基礎架構的外交政策能夠有效制止大滅絕及戰爭。」

## 外部連結
- Power Kills （页面存档备份，存于） 拉梅爾的網站
- Democratic Peace （页面存档备份，存于） 拉梅爾的部落格
- 大滅絕、民主、以及那個來自夏威夷的人 （页面存档备份，存于）
- Rudolph Rummel Talks About the Miracle of Liberty and Peace （页面存档备份，存于） 接受The Freeman雜誌的專訪
- War and Democide: Never Again Book 1 （页面存档备份，存于） 拉梅爾的《絕不重蹈覆轍》小說的第一集
- 拉梅爾對於「左翼學術界樂園」的看法 （页面存档备份，存于）